# たばこ耕作組合法
たばこ耕作組合法（たばここうさくくみあいほう、昭和33年5月2日法律第135号）は、たばこの耕作者の協同組織の発達を促進し、もって葉たばこの生産の増進とたばこの耕作者の経済的社会的地位の向上を図り、あわせてたばこ産業の健全な発達に資すること（第1条）に関する日本の法律である。
1958年（昭和33年）の第28回国会において議員立法として成立した。

## 構成
- 第1章 総則（第1条―第7条）
- 第2章 事業（第8条）
- 第3章 組合員及び会員（第9条―第14条）
- 第4章 管理（第15条―第37条）
- 第5章 設立（第38条―第44条）
- 第6章 解散及び清算（第45条―第54条）
- 第7章 監督（第55条―第59条の3）
- 第8章 罰則（第60条―第62条）
- 附則